# Donsö
Donsö is een plaats en eiland in de gemeente Göteborg in het landschap Västergötland en de provincie Västra Götalands län in Zweden. De plaats heeft 1405 inwoners (2005) en een oppervlakte van 98 hectare. Het eiland ligt in het zuiden van de Göteborg-archipel en is via een brug met het eiland Styrsö verbonden. Er waren veerboten van het eiland naar het vasteland.

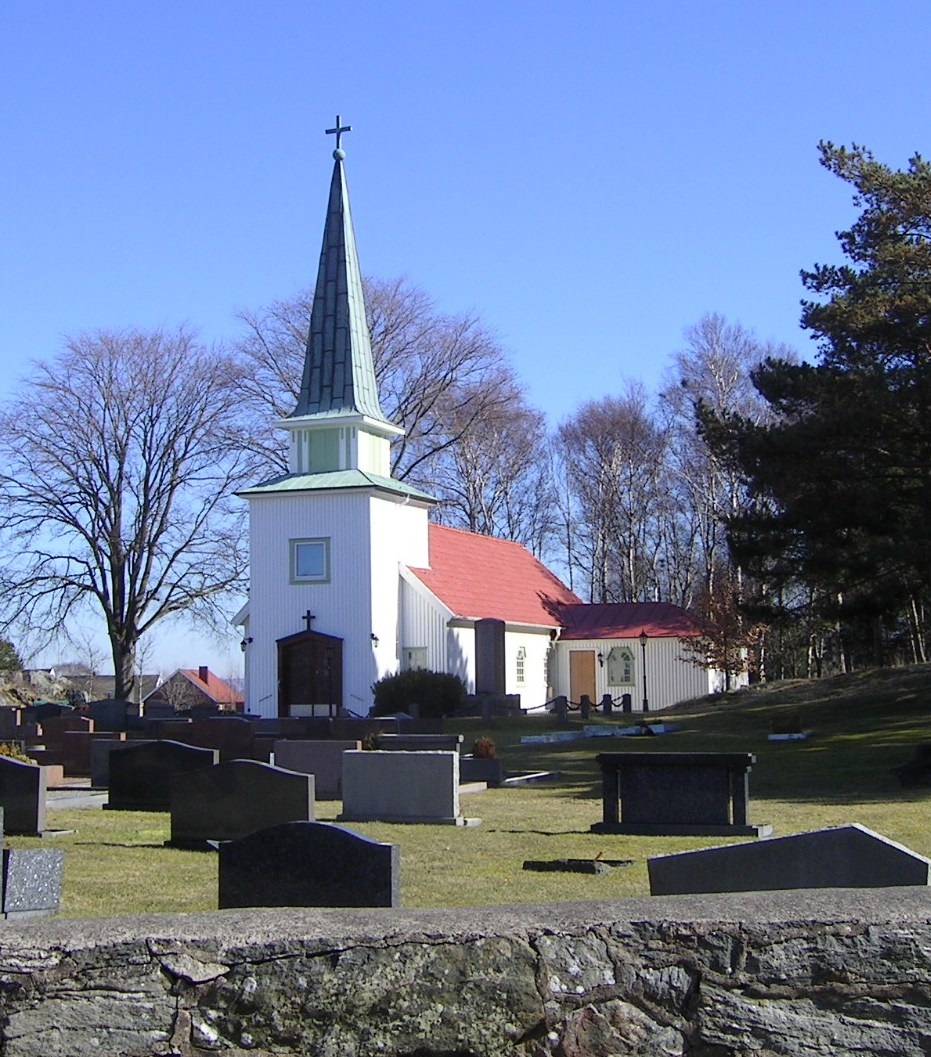
Kerk